# Coralliophaga elegantula
Espèce
Synonymes
- Coralliophaga elegans Dall, 1898[2] ; non Deshayes, 1824

Coralliophaga elegantula est une espèce éteinte de mollusques bivalves de la famille des Trapezidae.
Elle date de l'Oligocène et a été trouvée à Ballast Point, à Tampa, en Floride, aux États-Unis,.